# Акифьев, Сергей Иванович
Серге́й Ива́нович Аки́фьев (1925—1943) — участник Великой Отечественной войны, командир отделения 1181-го стрелкового полка 356-й стрелковой дивизии 61-й армии Центрального фронта, Герой Советского Союза (15.01.1944), красноармеец.

## Биография
Родился 15 мая 1925 года в селе Новопетровском в крестьянской семье. По национальности русский. Он был у матери — Софьи Александровны — первым из шести сыновей. Позже вместе с родителями переехал в деревню Горки.
Закончил 7 классов Новопетровской школы № 1. Затем, окончив курсы трактористов, работал в колхозе.
В Красную Армию был призван Ново-Петровским райвоенкоматом в январе 1943 года. С августа 1943 года — в действующей армии.
22 сентября 1943 года в наступательном бою за село Тупичев Тупичевского (ныне Черниговского) района Черниговской области Украины 18-летний командир отделения 1181-го стрелкового полка (356-я стрелковая дивизия, 61-я армия, Центральный фронт) комсомолец красноармеец Сергей Акифьев с группой бойцов попал под сильный огонь трёх вражеских пулемётов. Два из них вскоре были уничтожены. Израсходовав боеприпасы, отважный воин, спасая жизнь товарищей, своим телом закрыл амбразуру вражеского дзота. Похоронен в селе Великий Листвен.
Указом Президиума Верховного Совета СССР «О присвоении звания Героя Советского Союза генералам, офицерскому, сержантскому и рядовому составу Красной Армии» от 15 января 1944 года за «образцовое выполнение боевых заданий командования по форсированию реки Днепр и проявленные при этом мужество и героизм» красноармейцу Акифьеву Сергею Ивановичу посмертно присвоено звание Героя Советского Союза.

## Награды
- Медаль «Золотая Звезда» Героя Советского Союза[2]
- Орден Ленина

## Память
- На здании школы, в которой учился Сергей Акифьев, установлена мемориальная доска[3].
- Улица в родном селе носит имя Героя.

## Комментарии
1. ↑  Ныне Истринский район, Московская область, Россия.
2. ↑  Ныне Черниговский район той же области, Украина.